# Parti populaire (Malawi)
Pour les articles homonymes, voir Parti populaire.
Le Parti populaire (en anglais : People's Party abrégé en PP) est un parti politique malawite fondé en 2011 par Joyce Banda, ancienne vice-présidente entre mai 2009 à avril 2012 et présidente du Malawi d'avril 2012 à 2014.

## Histoire
Joyce Banda créé le Parti populaire à la suite de son exclusion du Parti démocrate-progressiste (DPP) au pouvoir à la suite de son refus de soutenir le frère cadet du Président Bingu wa Mutharika, Peter Mutharika comme successeur à la présidence lors de l'élection de 2014.

## Résultats

### Élections présidentielles
| Année | Candidat    | 1er tour  | 1er tour | 2d tour | 2d tour | Résultat |
| Année | Candidat    | Voix      | %        | Voix    | %       | Résultat |
| ----- | ----------- | --------- | -------- | ------- | ------- | -------- |
| 2014  | Joyce Banda | 1 056 236 | 20,2     | -       | -       | Pas élu  |

### Élections législatives
| Année | Voix    | %     | Élus     | Rang | +/- |
| ----- | ------- | ----- | -------- | ---- | --- |
| 2014  | 935 994 | 18,15 | 26 / 193 | 2e   | Nv  |
| 2019  | 121 072 | 2,44  | 9 / 193  | 5e   | 17  |